# Guga (Fußballspieler, 1964)
Guga, bürgerlich Alexandre da Silva (* 14. Juni 1964 in Rio de Janeiro), ist ein ehemaliger brasilianischer Fußballspieler.
In seiner Karriere durchlief er diverse erst- und zweitklassige Vereine. Darunter waren auch kurze Verpflichtungen ins Ausland (Saudi-Arabien und Japan). Sein größter Erfolg war die Erlangung der Krone des brasilianischen Torschützenkönigs 1993.

## Erfolge
Atlético Mineiro
- Staatsmeisterschaft von Minas Gerais: 1988

Bahia
- Staatsmeisterschaft von Bahia: 1998

Atletico Paranaense
- Staatspokal von Paraná: 1998

## Auszeichnungen
- Bola de Prata: 1993
- Serie A (Ecuador) (Torschützenkönig mit 24 Tore, 1985)
- Campeonato Brasileiro de Futebol (Torschützenkönig mit 14 Tore, 1993)